# Campbell Scott
Campbell Scott (Nova Iorque, 19 de julho de 1961) é um ator, produtor de cinema e dublador norte-americano. É filho do lendário ator George C. Scott.

## Filmografia
- 1986 - L.A. Laws - TV (Oficial Clayton)
- 1987 - Policeman - (Vingança tardia)
- 1987 - Invasion of the Psychologist Snatchers - (Caras e caretas) - TV - Eric Matthews
- 1987 - Five Corners
- 1989 - From Hollywood to Deadwood - Bobby
- 1989 - Meu Querido Companheiro - Willy
- 1990 - The Sheltering Sky
- 1990 - Ain't No Way Back
- 1990 - Longtime Companion
- 1990 - The Kennedys of Massachusetts - (TV) - Joseph P. Kennedy, Jr.
- 1990 - O Céu que Nos Protege - George Tunner
- 1990 - Tributo à Liberdade - TV - Carter Blair
- 1991 - Dead Again - (Voltar a Morrer) - Doug
- 1991     - Dying Young - (Tudo Por Amor) - Victor Gueddes
- 1992 - Singles - (Vida de Solteiro) - Steve Dunne
- 1993     - O Inocente - Leonard
- 1994 - Mrs. Parker and the Vicious Circle - (O Circulo do Vício) - Robert Benchley
- 1995 - Let It Be Me - Dr. Gabriel Rodman
- 1996 - The Daytrippers - (Um Dia em Nova York) - Eddie Masler
- 1996 - Big Night - Bob
- 1997 - The Spanish Prisoner - (A Trapaça) - Joe Ross
- 1997 - O Barbeiro de Londres) - (TV) - Ben Carlyle
- 1997 - Liberty! The American Revolution - (TV) - Thomas Jefferson
- 1998 - Hi-Life
- 1998     - The Love Letter - (A Carta Anonima) - Hallmark Hall of Fame - (TV) - Scott Corrigan
- 1998     - The Tale of Sweeney Todd - (Showtime) - (TV)
- 1998 - The Impostors - (Os Impostores) - Meistrich
- 1999 - Top of the Food Chain - Dr. Karel Lamonte, Atomic Scientist
- 1999 - Spring Forward - Fredrickson
- 1999 - Lush - Lionel 'Ex' Exley
- 2000 - Other Voices - John
- 2000 - Hamlet - (TV) - Hamlet
- 2001 - Delivering Milo
- 2001 - Follow The Stars Home (Hallmark Hall of Fame) - (TV) - David McCune
- 2001 - Um Anjo Rebelde - Kevin
- 2002 - The Pilot's Wife - (TV) - Robert Hart
- 2002 - Roger Dodger - Roger Swanson
- 2002 - The Secret Lives of Dentists - David Hurst
- 2003 - Freedom: A History of Us - (TV) - Ickes, Harold / William Prescott
- 2004 - Saint Ralph - George Hibbert
- 2004 - Marie and Bruce
- 2005 - The Exorcism of Emily Rose - Ethan Thomas
- 2005 - Duma - Peter
- 2005 - The Dying Gaul
- 2005 - Triângulo Obsceno - Jeffrey Tishop
- 2005 - Loverboy - Paul's Father
- 2005/08-The American Experience - (TV)
- 2006 - Final Days of Planet Earth - (TV) - William Phillips
- 2006 - Ambrose Bierce: Civil War Stories - (TV) - Ambrose Bierce
- 2007 - Music and Lyrics - Sloan Cates
- 2007 - No End in Sight - (narrador)
- 2007 - Stolen - (documentário) - Bernard Berenson (voz)
- 2007 - Crashing - Richard McMurray
- 2007 - Six Degrees (TV) - Steven Caseman
- 2008 - Phoebe in Wonderland - Diretor Davis
- 2008 - One Week - (narrador)
- 2009 - Handsome Harry - David Kagan
- 2009/11-Royal Pains - (TV)
- 2010 - For Closure - Homem
- 2010 - Damages - (TV) - Joe Tobin
- 2010 - Beware the Gonzo - Arthur Gilman
- 2011 - Animals Distract Me - Charles Darwin (voz)
- 2011 - Love, Lots of It - O Homem
- 2011 - Prohibition - (TV)
- 2011 - Eye of the Hurricane - (pós-produção) - Bill Folsom
- 2012 - The Amazing Spider-Man (filme) - (pós-produção) - Richard Parker
- 2014 - The Amazing Spider-Man 2 Rise of Electro- (pós-produção) - Richard Parker